# Comment le peuple juif fut inventé
Comment le peuple juif fut inventé (hébreu : ? מתי ואיך הומצא העם היהודי, littéralement, Quand et comment le peuple juif fut inventé ?) est un essai de l'historien israélien Shlomo Sand publié en 2008.
Il se présente comme une étude de la construction nationale israélienne par le mouvement sioniste et défend l'idée que cette construction s'est appuyée sur un récit fondateur mythique fort, faisant des populations juives un peuple uni par une même origine et ayant une histoire nationale commune remontant à la terre d'Israël. Shlomo Sand nie la réalité historique et généalogique de cette origine commune, mettant en avant l'importance considérable des conversions dans la constitution des populations de confession juive au fil des siècles. D'autre part, pour lui, jusqu'à l'avènement du sionisme, ces populations ne se définissaient que par leur appartenance à une religion commune, le judaïsme, et ne se percevaient aucunement comme un peuple homogène.
L'ouvrage procède à une étude de la formation de ce récit national à travers une historiographie critique des travaux d'historiens et d'hommes politiques ayant vécu aux XIXe et XXe siècles.
S'inscrivant dans le sillage des chercheurs postsionistes, le livre a suscité débats et controverses intenses, y compris chez les historiens du peuple juif, ce qui ne l'a pas empêché d'obtenir la faveur du public, en particulier en France, pays où il a obtenu le prix Aujourd'hui 2009, qui récompense un ouvrage politique ou historique sur la période contemporaine.

## Thèses de l'ouvrage et contestations
L'ouvrage de Shlomo Sand est avant tout de nature historiographique : la première partie décrit la construction d'une historiographie sioniste du peuple juif aux XIXe siècle et XXe siècle, la seconde présente les arguments historiques visant à déconstruire le « mythe » d'une origine commune et unique du peuple juif.

### Historiographie de la notion de «peuple juif»: élaboration d'un mythe

#### «Peuple juif»: une invention duXIXesiècle
Le principal argument du livre est de dire que, jusqu'au XIXe siècle, les Juifs ne se sont pensés en collectivité juive que sur la base de leur religion commune. Selon Sand, l'idée que les Juifs existeraient en tant que peuple, indépendamment de la religion juive, et devraient revenir en « Terre promise », est étrangère au judaïsme initial : l'« invention » d'une histoire nationale continue serait l'œuvre de sionistes du début du XXe siècle. Même s'il admet la réalité d'un « peuple yiddish » existant en Europe de l’Est, peuple qui sans être une nation possédait une civilisation et une culture populaire moderne, l'auteur conteste l'existence réelle d'un peuple juif international. Le seul dénominateur commun à ceux qui estiment en faire partie serait la religion que leurs ancêtres auraient adoptée, au demeurant bien différente du judaïsme actuel.
Cet argument a été attaqué par plusieurs commentateurs de l'ouvrage de Sand. Ainsi l'historien britannique Martin Goodman, dans un article du supplément littéraire du Times a avancé que les Romains ne considéraient pas seulement les Juifs comme un groupe religieux puisque des lois de l'Empire romain de l'époque païenne comme de l'époque chrétienne utilisaient le terme natio pour les désigner.

#### Exil: notion concrète ou métaphysique?
Shlomo Sand écrit que l'État d'Israël a largement bâti sa légitimité sur le mythe du retour, alors que les Juifs de la « diaspora » sont issus, pour une large part d'après lui, non de la dispersion, mais du prosélytisme juif des débuts de l'ère chrétienne. La littérature romaine mentionne en effet clairement ce prosélytisme. L'idée de l'exil est, d'après lui, une invention des premiers chrétiens destinée à convertir les Juifs au christianisme naissant : « Les chrétiens voulaient que les descendants de Juifs croient que leurs ancêtres avaient été exilés par une punition de Dieu. ».
L'idée de Sand selon laquelle ce sont les historiens sionistes du XIXe siècle qui ont inventé le peuple juif et l'idée de retour à la terre a été nuancée par plusieurs historiens qui ont souligné le caractère, peut-être métaphysique, mais en tout cas plus ancien, de l'Exil. Ainsi l'historienne israélienne Anita Shapira a souligné que, depuis la destruction du Temple, les prières et des documents juifs comportent l'idée selon laquelle « parce nous avons péché, nous avons été expulsés de notre terre » et surtout que « le concept d'exil n'est pas nécessairement lié à l'expulsion mais à la prise de conscience d'un peuple d'avoir perdu le contrôle sur lui-même et sur sa terre. » Elle évoque également les liens à cette terre, par exemple le calendrier hébraïque, calqué sur les saisons de la terre d'Israël. D'autres historiens comme Simon Schama ont rappelé que « cette nostalgie [de l'exil] apparaît d'abord non dans l'histoire sioniste mais dans les écrits des maîtres juifs du Moyen Âge, pour ne plus disparaître ».

#### Déconstruction du «mythe national» de l'État d'Israël
Selon Shlomo Sand, son travail déconstruit le « mythe national » israélien, comme d'autres historiens l'ont fait dans leurs propres histoires nationales : « Le développement de toute historiographie comme, plus généralement, le processus de la modernité, passe un temps, on le sait, par l’invention de la nation. Celle-ci occupa des millions d’êtres humains au XIXe siècle et durant une partie du XXe siècle. La fin de ce dernier a vu ces rêves commencer à se briser. Des chercheurs, en nombre croissant, analysent, dissèquent et déconstruisent les grands récits nationaux, et notamment les mythes de l’origine commune chers aux chroniques du passé ».
Si quelques commentateurs ont néanmoins remis en cause certains éléments historiques sur lesquels s'appuie l'ouvrage de Shlomo Sand pour révéler le caractère non ethnique du « peuple juif », cette position reste minoritaire. C'est davantage la contestation du caractère novateur de cette déconstruction du « mythe » qui constitue la principale critique adressée à Sand par les spécialistes de l'histoire juive. Ainsi l'historien (en) Israel Bartal relève que les points mis en avant par Shlomo Sand étaient déjà connus des historiens spécialisés en histoire juive et qu'en quelque sorte, c'est lui qui aurait « inventé une historiographie sioniste ethno-biologique ». Concédant que « le mythe d’un exil de la patrie juive (Judée) existe dans la culture populaire israélienne », il souligne qu'il reste « négligeable dans les discussions historiques juives sérieuses » : « Aucun historien du mouvement national juif n’a jamais réellement cru que les origines des Juifs étaient ethniquement et biologiquement « pures ». Sand applique des positions marginales au corps entier de l’historiographie juive et, ce faisant, nie l’existence de positions centrales dans la recherche historique juive. Aucun historien juif « nationaliste » n’a jamais essayé de dissimuler le fait bien connu que les conversions au judaïsme ont eu un impact majeur sur l’histoire juive dans la période ancienne et au Haut Moyen Âge ». L'historien et historien de l'art Simon Schama a, lui aussi, souligné que les faits historiques qu'évoque Sand (absence de déportation de masse à l'occasion de la chute du Second Temple, conversion des Khazars, etc.) sont bien connus des historiens. Plus critique, l'historienne Mireille Hadas-Lebel a relevé que l'ouvrage n'apportait rien de nouveau sur la question dans la mesure où « cela fait des décennies que les spécialistes d'histoire ancienne et médiévale enseignent — mais avec les nuances et les débats requis par une matière aussi complexe — ce que Shlomo Sand prétend faire découvrir ». Il faut cependant noter que Sand ne prétend à aucun moment être novateur. Il souligne à de multiples reprises qu'il ne fait que porter à la connaissance du grand public des éléments bien connus, y compris par les fondateurs de l'État d'Israël. En revanche, ce en quoi il pourrait être considéré comme novateur, c'est d'appliquer à l'État d'Israël une analyse critique de ses fondements mythologiques, inspirée de celles qui se pratiquent pour les États européens, par exemple la France.

### Arguments historiques qui contredisent le «mythe»
Sand cherche à déconstruire ce « mythe » en contestant l'idée de la pérennité d'un peuple juif tout au long de l'histoire et l'importance généralement accordée aux liens entre les Juifs actuels et les habitants de la Judée d'époque biblique. Il avance à ce propos un certain nombre d'arguments soulignant le caractère varié de leur origine.

#### Remise en question des expulsions des populations juives de Palestine en 70 et 135
Il écrit que, contrairement à ce qui est parfois avancé, il n'y a pas eu d'exil massif à l'issue des révoltes juives de 66-70 et de 132-135 survenues en Palestine romaine, ni, à plus forte raison, d'expulsion des populations juives par les Romains. L'historien du Proche-Orient hellénistique et romain Maurice Sartre confirme qu'« il est indiscutable qu'il n'y a pas eu d'exil général des Juifs à la suite des révoltes de 66-70 et de 132-135, et encore moins d'expulsion », même si se sont produits, essentiellement pour des raisons économiques de surpopulation, des déplacements de population à courte distance, notamment de la Judée à la Galilée, entre l'époque des Maccabées et le IIe siècle. De ce point de vue, Sand a souligné que les Juifs de cette époque sont essentiellement des paysans qui « vivent le dos tourné à la mer » et n'ont donc pas la mobilité des Grecs ou des Phéniciens.

#### Rôle prépondérant d'un prosélytisme juif dans l'expansion du judaïsme hors de Judée
La spectaculaire expansion du judaïsme dans le bassin méditerranéen que l'on connaît entre le IIe siècle av. J.-C. et le IIe siècle doit donc trouver une autre explication. Elle réside essentiellement dans le prosélytisme des adeptes d'une religion qu'embrassent de nombreux païens. Ces conversions sont pour une part forcées, comme dans l'État hasmonéen, lorsque ce dernier s'étend en Transjordanie et en Idumée. Mais, pour l'essentiel, elles sont spontanées, sous la double influence d'une certaine volonté missionnaire des Juifs et des séductions de la morale proposée par cette religion. Maurice Sartre confirme cette dimension prosélyte du judaïsme : « Si l'on trouve de fait des Juifs dispersés dans tout le pourtour de la Méditerranée, il s'agit de païens convertis pour la plupart ». Par ailleurs, concernant l'effectif des Juifs présents dans le bassin méditerranéen à cette époque, Maurice Sartre a « tendance à les considérer moins nombreux que ce qu'affirme Shlomo Sand », qui évalue à quatre millions le nombre de Juifs présents hors de Palestine au Ier siècle.
Par la suite, dans un monde dominé par le christianisme puis/ou par l'islam, les Juifs ont renoncé à ce prosélytisme pour mieux préserver leur religion. Néanmoins, les conversions se poursuivirent dans certains cas, là où les deux autres grandes religions monothéistes n'avaient pas encore étendu leur emprise. Si, en Méditerranée orientale et en Italie, le nombre de judaïsants diminue dès le IIIe siècle, il n'en est pas de même dans le sud de la péninsule Arabique ni au Maghreb, ce qui amène Sand à avancer que la plupart des Juifs séfarades descendent de tribus berbères et arabes d’Afrique du Nord converties au judaïsme et qui ont participé à la conquête de l’Espagne au VIIIe siècle.
Sand défend également la thèse, controversée mais déjà ancienne puisque défendue notamment par le philologue Ernest Renan, l'essayiste Arthur Koestler, ou encore le linguiste israélien (en) Paul Wexler, selon laquelle la plupart des Juifs ashkénazes descendent des Khazars, un peuple turc qui fonda un grand royaume dans le sud de la Russie actuelle, entre la mer Noire et la mer Caspienne, et dont le roi se convertit au judaïsme au VIIIe siècle. Sand considère de ce point de vue que le yiddish serait une langue slave par la syntaxe (donc peut-être aussi khazare), même si elle ne l'est pas pour le vocabulaire comme le rappelle le journaliste Nicolas Weill, le yiddish étant composé « à 80 % de mots d'origine allemande »,.

#### Conversion de nombreux Juifs de Palestine au christianisme puis à l'islam
Dès le IVe siècle, on constate une diminution du nombre d'adeptes du judaïsme en Palestine. Si cela ne s'explique pas par un exil qui n'a pas eu lieu, il est nécessaire de dégager une autre cause à ce phénomène. Sand pense qu'elle réside dans le fait qu'un grand nombre de Juifs se convertirent progressivement au christianisme. À la suite de la conquête arabe au VIIe siècle, « aucune politique concertée des conquérants n'entraîna l'expulsion et l'exil des paysans judéens attachés à leurs terres — ni de ceux qui croyaient en Yahvé, ni de ceux qui commençaient à obéir aux commandements de Jésus-Christ et au Saint-Esprit ». Dès lors, malgré « la rareté des sources écrites disponibles », il est probable que la majorité d'entre eux s'est progressivement convertie, ce qui ferait donc, pour une part, de certains des Palestiniens actuels les descendants des premiers Juifs de la région, comme le soutenaient dès 1929 David Ben Gourion et le politicien et spécialiste des Tribus d'Israël et de la communauté des Samaritains Yitzhak Ben-Zvi. Ce point a fait particulièrement réagir certains commentateurs, notamment le professeur de littérature Éric Marty, qui reproche à Sand d'attribuer « au peuple palestinien ce qui a été dénié aux Juifs, à savoir le fait qu'ils sont — eux, les Palestiniens — les vrais descendants génétiques des Hébreux originaires ».

## Réception et controverses

### Réception contrastée

#### En Israël
En Israël, Comment le peuple juif fut inventé a connu une diffusion assez large : il est resté présent dix-neuf semaines sur la liste des meilleures ventes du pays. Il a été critiqué par certains historiens comme Israël Bartal, pour qui Sand ignore l'historiographie sioniste qui évoque longuement les conversions à l'époque du Second Temple, ou Anita Shapira, pour qui l'auteur se fonde sur le cas du nationalisme français en oubliant les minorités et donc en produisant une « analyse artificielle ». En revanche, le journaliste et nouvel historien israélien Tom Segev a décrit l'ouvrage de Shlomo Sand comme « l'un des livres les plus fascinants et stimulants publiés ici depuis longtemps ». Selon lui, le livre de Sand, en promouvant « l'idée qu'Israël devrait être l'État de tous ses citoyens — juifs, arabes et autres — plutôt que de se revendiquer comme État juif et démocratique » met en lumière des « faits et perspectives que de nombreux Israéliens seront surpris de lire la première fois ». Toutefois, pour l’orientaliste Shaoul Bartal, Sand ne fait que recycler des idées et arguments utilisés avant lui par des idéologues arabes palestiniens et non-palestiniens pour délégitimer les arguments du sionisme.

#### En France
En France, l'ouvrage de Shlomo Sand « a reçu un accueil public dont peu d'études historiques sérieuses peuvent aujourd'hui se vanter » : il y a été vendu à 25 000 exemplaires et a également obtenu le prix Aujourd'hui 2009, qui récompense un ouvrage politique ou historique sur la période contemporaine. Le journaliste engagé Daniel Mermet lui a consacré une émission sur France-Inter et un débat organisé par L'Express autour du livre a eu lieu le 20 janvier à Paris entre Shlomo Sand et Jacques Attali au sujet de l'identité juive. Il reçoit le soutien de l'historien François-Georges Dreyfus, qui affirme lui aussi que « la notion de peuple juif est avant tout la création intellectuelle et religieuse des rabbins (en particulier d'Europe orientale) et des historiens judéo-allemands, relayés depuis le début du XXe siècle par les sionistes et l'État d'Israël ». Aussi, le journaliste Jacques Julliard lui a consacré un article très favorable dans l'hebdomadaire (marqué à gauche) Le Nouvel Observateur (« Ce livre, bien documenté et courageux, fait exploser le mythe d'un peuple juif unique, qui contrairement à tous les autres peuples aurait été miraculeusement préservé. Les conclusions de Sand, qui sont formulées avec prudence, nous mènent, néanmoins, vers une seule solution : la construction d'un Israël laïque et démocratique »).
La réception en France a néanmoins été contrastée, certains commentateurs jugeant très sévèrement l'ouvrage. Par exemple, Éric Marty décryptant « Les mauvaises raisons d'un succès de librairie », dénonce l'oeuvre de Sand comme celle « d'un historien autodidacte dont les informations sont de seconde main, qui mêle les approximations à des choses connues, mais qui sont présentées sous l'angle biaisé de découvertes sulfureuses » s'appuyant sur « un nouvel alibi mythologique : les Palestiniens », et accessoirement, marque le parallèle analogique entre « les chambres à gaz (qui n'auraient) jamais existé » et le peuple juif qui aurait été inventé. L'historienne Mireille Hadas-Lebel, citée plus haut, écrit dans la revue (marquée à droite) Commentaire qu'« une fois démystifiées les révélations d’un tel ouvrage, on reste confondu qu’un jury français ait jugé bon de lui attribuer un prix. Cela montre combien il est aisé d'éblouir un public peu informé par un étalage de connaissances de seconde ou troisième main ». Elle se fait ainsi l'écho d'un des reproches adressés à Shlomo Sand, à savoir qu'en tant que professeur d'histoire contemporaine à l'université de Tel Aviv, il n'est pas un spécialiste du judaïsme antique et médiéval, ce qu'il reconnaît lui-même. Sur ce point, il ne prétend pas avoir « découvert » les thèses qu'il développe dans son ouvrage, mais s'inscrit au contraire explicitement dans la continuité de travaux antérieurs. Une confrontation de Sand avec des historiens français, Michel Winock, Maurice Sartre, Esther Benbassa montre que ceux-ci s'accordent sur la dimension mythique de l'exil des Juifs de Judée, sur l'importance des conversions massives à l'époque antique (leur nombre est cependant minoré par Maurice Sartre par rapport aux données de Sand), et donc sur le fait que la généalogie des Juifs contemporains avec les Judéens est largement imaginaire. Esther Benbassa est cependant en désaccord sur l'origine de cet imaginaire. Alors que Sand le situe au XIXe siècle, créé de toutes pièces par le courant sioniste, Esther Benbassa considère que celui-ci était déjà présent dans des écrits du Moyen Âge.

#### Au Royaume-Uni
En Grande-Bretagne, le livre a été accueilli positivement par la grande majorité des historiens, à l'exception des historiens Martin Goodman, Max Hastings et Simon Schama - ce dernier en ayant néanmoins fait son « livre de l’année » dans le quotidien économique italien Il Sole 24 Ore. Écrivant dans le Financial Times, Tony Judt a déclaré : « Shlomo Sand a écrit un livre remarquable. Dans une prose savante et simple, il a, tout simplement, normalisé l’histoire juive ». Eric Hobsbawm, un autre historien britannique, a quant à lui sélectionné le livre de Sand comme l'un de ses « livres de l'année » pour 2009 : « L'Invention du peuple juif est à la fois bienvenu et nécessaire pour Israël. C’est un essai de démantèlement du mythe nationaliste. C’est aussi un plaidoyer pour un État d'Israël qui appartiendrait équitablement à tous ses habitants. Peut-être que des livres combinant passion et érudition ne peuvent pas changer une situation politique, mais s'ils le pouvaient, celui-ci ferait date ».

#### Aux États-Unis
En revanche aux États-Unis, le livre a subi de vigoureuses critiques de la part de la communauté néoconservatrice juive. Cette critique aurait certainement été moins violente, s'il n’y a avait pas eu le chapitre problématique des Khazars. En effet, en proclamant que les promoteurs originaux du sionisme descendaient de ces convertis que sont les Khazars (peuple d'Asie centrale apparenté aux Turcs, qui vivait au nord du Caucase à l'époque de sa conversion), Sand a déconstruit l'idée d'un droit au retour fondé sur des notions ethniques,.

### Critiques du livre à la suite de la publication d'études génétiques

#### Études initiales
En juin 2010, une recherche génétique supervisée par le généticien (en) Harry Ostrer de la New York University School of Medicine, et publiée dans l’American Journal of Human Genetics, conduit à une série de commentaires sur le livre de Sand. Cette étude, qui ne fait aucune référence à son ouvrage, conclut que les Juifs d'Europe, de Syrie et du Moyen-Orient appartiennent à des isolats géographiques reliés entre eux par une ascendance commune. Ostrer, qui a dirigé cette étude, ajoute : « L'étude conforte l'idée d'un peuple juif partageant une histoire génétique. Cependant les mélanges avec des peuples européens expliquent pourquoi tant de Juifs européens et syriens ont les yeux bleus et les cheveux blonds ».
Le même mois, une étude du généticien Doron Behar, publiée dans la revue Nature, conclut que « les origines des Juifs de la Diaspora sont au Levant ».
Aussi, des maladies héréditaires très rares se retrouvent à la fois dans les populations séfarades et ashkénazes, ce qui suggère « leur présence bien avant leur exil du Moyen-Orient ».

#### Enjeu historique
Sand affirme dans son livre que les populations juives actuelles seraient majoritairement issues des populations converties au judaïsme à l'époque où celui-ci était fortement prosélyte et non, comme l’affirmaient précédemment les historiens des siècles passés (ce que conteste absolument l'historien Israël Bartal en ce qui concerne les historiens sionistes), que les populations juives actuelles descendraient majoritairement des Judéens ayant émigré de Palestine lors d’un exil provoqué par les Romains au premier siècle de l'ère chrétienne. La majorité des historiens s'accorde effectivement sur le fait qu'il y a eu de grands mouvements de conversion, même si nombre d'entre eux se démarquent de Sand en rappelant, comme Simon Schama, qu'une multitude d'émigrés judéens à Rome y sont venus avant la chute de Jérusalem, ou en estimant, avec Esther Benbassa, que si le peuple juif est une invention, tous les autres peuples le sont également.
Ces études génétiques ne remettent pas tant en cause ces affirmations, qu'elles aident à les mettre en perspective. Le résumé de l'étude de H.Ostrer affirme par exemple que cette étude réfute une contribution « à grande échelle » des populations d'Europe centrale ou orientale ou des Slaves à la composition des populations européennes ashkénazes. Quant au résumé de l'étude de Doron Behar, il fait remonter les origines de la plupart des communautés de la Diaspora à des populations du « Levant », même si les variations du génome des différentes communautés de la Diaspora et de leurs voisins respectifs doivent encore être étudiées.

#### Interprétations de cette étude
Un article paru dans Newsweek intitulé « L’ADN des enfants d'Abraham » estime que l'affirmation de Sand selon laquelle les Juifs d'Europe sont les descendants des Khazars, un groupe turc, est démentie par les analyses génétiques modernes : « L'ADN a parlé : non ». L'analyse génétique n'est pas seulement censée montrer que cela est faux, mais a montré aussi que les gènes des Juifs modernes remontent à un peuple originaire du Moyen-Orient.

Des commentaires du New York Times font référence à l'œuvre de Sand en rapportant que les études d'Ostrer et Behar rendent caduques les conclusions de Sand : 

« Les Juifs ashkénazes et séfarades ont environ 30 % d'ancêtres européens, le reste étant en majorité d'origine moyen-orientale, selon les deux études. »

Dans un article publié dans Science, (en) Sarah Tishkoff, une généticienne de l'Université de Pennsylvanie, affirme que « cette étude montre clairement une ascendance génétique commune de toutes les populations juives ». Dans le même article, le généticien (en) Noah Rosenberg de l'Université du Michigan, à Ann Arbor, écrit que si l'étude « ne semble pas soutenir » l'hypothèse khazare, elle « ne l’a pas entièrement éliminée ».
En fait, l'étude génétique est compatible avec le point de vue promu par Sand, qui est qu’entre l'époque de l’hellénisation des Juifs au deuxième siècle avant l'ère chrétienne jusqu’à Philon d'Alexandrie, au Ier siècle, non seulement la conversion religieuse a reçu un accueil favorable, mais qu'en outre des écrits en vantent les mérites. Ainsi l'étude montre que les populations juives du Moyen-Orient auraient été formées par les Juifs de Babylone et de l’Empire perse restés sur les lieux. En revanche les autres populations juives auraient été formées plus récemment par des Juifs ayant émigré ou été expulsés de Palestine, ainsi que par des individus convertis au judaïsme au cours de l’époque helléno-hasmonéenne, alors que le prosélytisme était une pratique juive courante. Au cours de l’époque gréco-romaine, les conversions de masse enregistrées ont conduit au chiffre estimé de six millions de personnes pratiquant le judaïsme, ce qui aurait représenté jusqu'à 10 % de la population de l'Empire romain.

#### Réactions de Sand à ces études
Shlomo Sand a contesté l'affirmation selon laquelle son livre a été contredit par la recherche génétique récente publiée dans Nature. Dans une nouvelle postface de l'édition américaine de poche de Comment le peuple juif fut inventé, il écrit :
« Cette tentative pour justifier le sionisme par la génétique n'est pas sans rappeler les procédures utilisée à la fin du dix-neuvième siècle par des anthropologues qui, très scientifiquement, partaient à la découverte des spécificités des Européens. À ce jour, aucune étude basée sur des échantillons d'ADN anonymes n’a réussi à identifier un marqueur génétique spécifique des Juifs, et il est peu probable qu’une étude le fasse jamais. Il s'agit d'une amère ironie de voir les descendants des survivants de l'Holocauste se mettre à la recherche d'une identité juive biologique : Hitler aurait certainement été très heureux ! Et c'est d'autant plus répugnant que ce type de recherche est effectuée dans un État qui a mené pendant des années une politique déclarée de « judaïsation du pays » dans lequel, aujourd'hui encore, un Juif n'est pas autorisé à épouser un non-juif ».

#### Suites
Un nouvel article rédigé conjointement par des scientifiques de Paris, Lausanne, New York et Haïfa, est paru en réponse à ces arguments. M. Fellous, J. Feingold, L. Quintana-Murci, J. S. Beckmann, H. Ostrer et D. Behar y regrettent que Sh. Sand confonde démarche scientifique et opinion, remette en cause l'intégrité scientifique des chercheurs juifs malgré les collaborations d'auteurs internationaux et multiconfessionnels, omette les dernières données scientifiques qui ne vont pas dans son sens ou parle de « gènes juifs » alors qu'il n’existe « ni gènes juifs, ni marqueurs génétiques juifs », etc. Leur réponse réaffirme la validité de ces études en même temps qu’elle critique l'apport lacunaire et le manque de sérieux scientifiques de Sand à ce sujet.

#### Ouvrages et articles de ou avec Shlomo Sand
- Shlomo Sand (trad. de l'hébreu), Comment le peuple juif fut inventé : de la Bible au sionisme, Paris, Fayard, 2008, 446 p. (ISBN 978-2-213-63778-5)
- Shlomo Sand (trad. de l'hébreu), Comment le peuple juif fut inventé : de la Bible au sionisme, Paris, Flammarion, coll. « Champs », 2018, 612 p. (ISBN 9782081380288, présentation en ligne)
- Shlomo Sand, « Comment fut inventé le peuple juif », Le Monde diplomatique, août 2008
- Esther Benbassa, Shlomo Sand, Maurice Sartre et Michel Winock, « Enquête sur le peuple juif », L'Histoire, no 343,‎ juin 2009, p. 8-21 (résumé)
- Shlomo Sand, De la nation et du peuple juif chez Renan, Paris, Les Liens qui libèrent, 2009, 120 p. (présentation en ligne)

#### Articles concernant le livre de Shlomo Sand
- Claude Klein, « L'invention de Shlomo Sand », Les Temps modernes, no 655,‎ octobre 2009, p. 71-89 (lire en ligne ).
- « Dossier : Autour de Comment le peuple juif fut inventé de Shlomo Sand », Le Débat, no 158,‎ janvier-février 2010 (présentation en ligne).
- Israel Bartal, « L’invention d’une invention : lecture du livre de Shlomo Sand, Comment le peuple juif fut inventé », Cités, n° 38, 2009
- Mireille Hadas-Lebel, « Le peuple juif est-il une invention ? », Commentaire, n° 128, hiver 2009-2010, p. 1037-1042En ligne
- Pierre Assouline, « Comment le livre de Shlomo Sand fut accueilli », Le Monde,‎ 11 février 2010 (lire en ligne).